# Jean-Charles Cornay

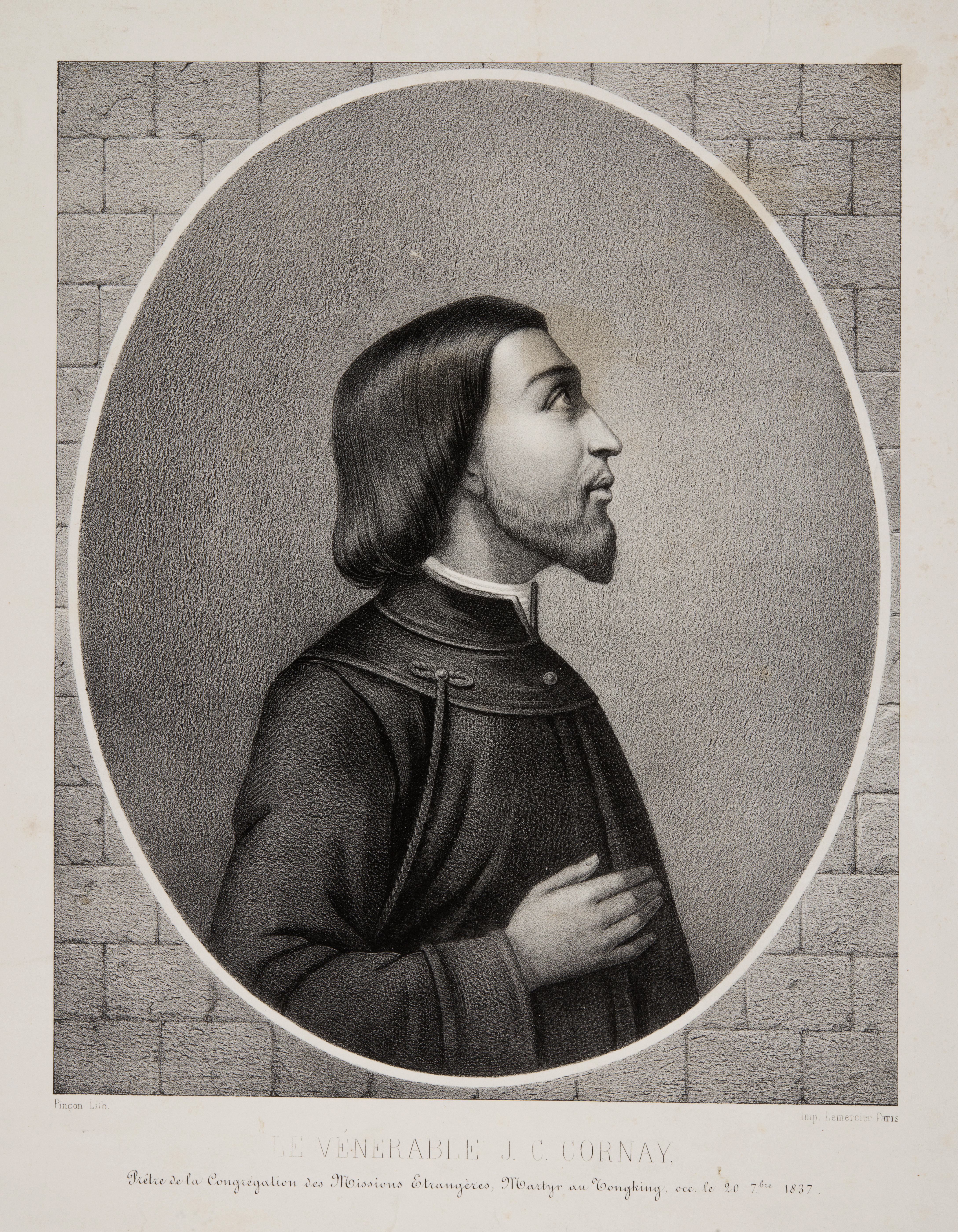
Jean-Charles Cornay

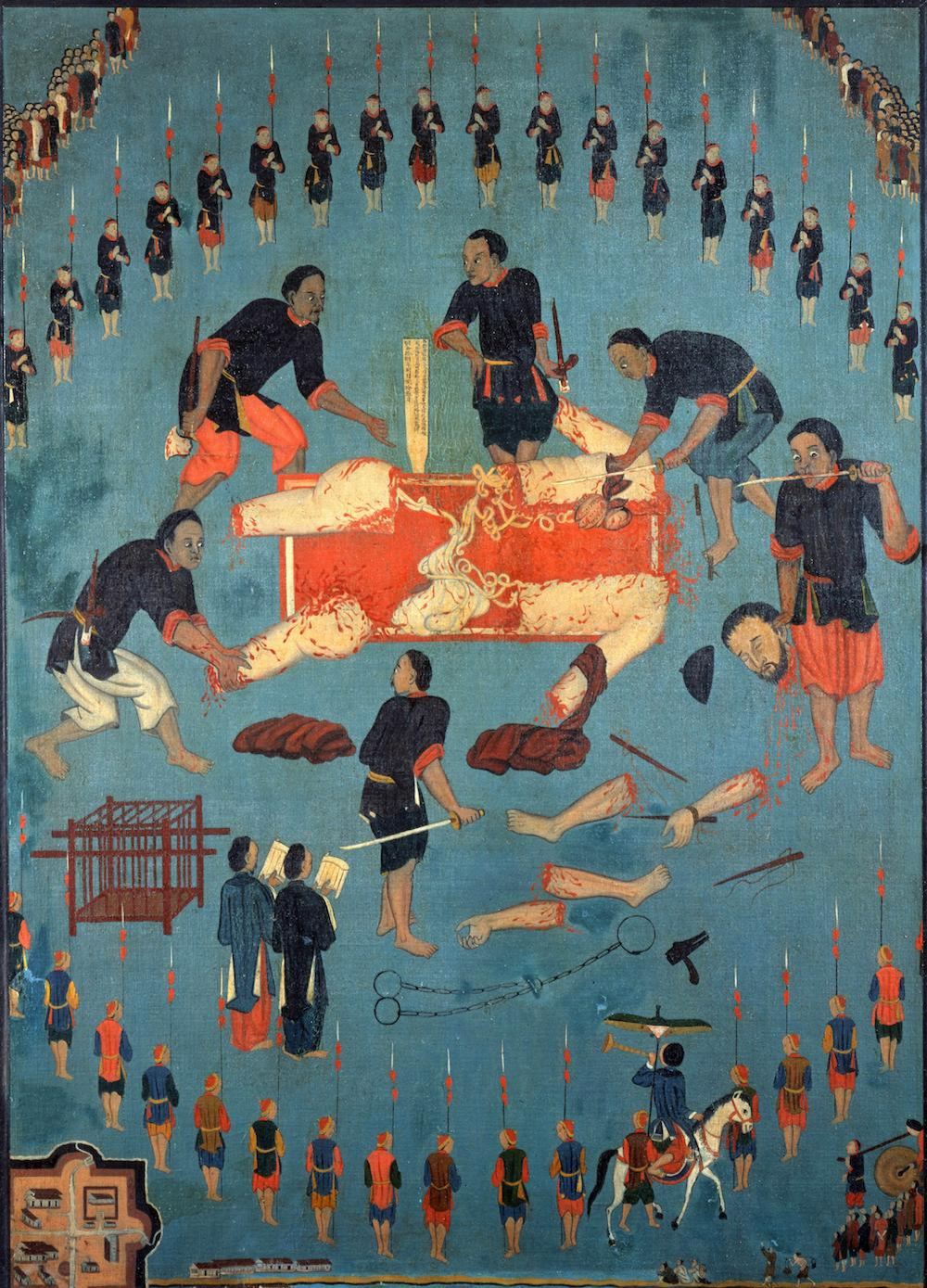
De terechtstelling van Jean-Charles Cornay, 19e-eeuws Vietnamees schilderij

Jean-Charles Cornay (Loudun, 27 februari 1809 - Sontay, 20 september 1837) was een Franse rooms-katholieke priester en missionaris in Vietnam, waar hij werd vermoord wegens zijn geloof. Hij is een heilige in de Rooms-Katholieke Kerk.

## Levensloop
Cornay was de op twee na oudste in een gezin van vijf kinderen. Hij ging op kostschool in Saumur en liep daarna school in het jezuïetencollege van Montmorillon. In 1827 vatte hij zijn priesterstudies aan in het seminarie van Poitiers. Omdat hij missionaris wilde worden, trok hij in 1830 naar Parijs voor een opleiding bij de Missions étrangères de Paris (MEP). In 1831 werd hij naar Sichuan in China gestuurd om daar een priester te vervangen. Maar zover kwam hij nooit bij gebrek aan gidsen. Hij kreeg in de plaats een post in Tonkin in het noorden van Vietnam. Daar begon hij met de studie van de Vietnamese taal, maar het zware werk, het klimaat en de povere levensomstandigheden verzwakten zijn gezondheid. Vanaf januari 1833 begon een vervolging van christenen onder keizer Minh Mạng. Cornay moest onderduiken. In 1834 werd hij in het geheim tot priester gewijd. In 1837, toen hij al enige maanden ondergedoken leefde in het dorp Bau No, werd hij verraden en gevangen gezet in een kooi. Hij werd gemarteld met stokslagen en vervolgens onthoofd.

## Canonisatie
Jean-Charles Cornay werd zalig verklaard in 1900 en werd heilig verklaard in 1988 door paus Johannes Paulus II. Zijn feestdag wordt gevierd op 20 september en ook 24 november samen met de andere martelaren van Vietnam.